# Carles Maria Isidre de Borbó
Carles Maria Isidre de Borbó   (Aranjuez, 29 de març de 1788 - Trieste, 10 de març de 1855) Infant d'Espanya amb el tractament d'altesa reial que fou designat príncep d'Astúries des de 1815 i fins a 1830 any en què a través d'una Pragmàtica Sanció s'abolí la llei sàlica establerta l'any 1705 per Felip V d'Espanya. Pretendent carlí al tron d'Espanya amb el nom de Carles V.

## Biografia
Nascut al Palau d'Aranjuez el dia 29 de març de 1788, sent fill del Rei Carles IV d'Espanya i de la princesa Maria Lluïsa de Borbó-Parma. L'infant era net per via paterna del Rei Carles III d'Espanya i de la Princesa Maria Amàlia de Saxònia i per via materna del Duc Felip I de Parma i de la Princesa Elisabet de França.
L'any 1808 és fet presoner junt amb la resta de la família reial espanyola per Napoleó Bonaparte al castell de Valençay. Durant la Guerra del Francès residí a Valençay fins al 1814, que retornà a la península Ibèrica i fou nomenat general de brigada de carrabiners. El 1823 començà a agrupar els elements absolutistes més radicals (apostòlics), descontents de l'actitud moderada de Ferran VII després del Trienni Liberal, i tres anys després ja era cap visible d'aquesta facció.
L'any 1816, Carles Maria es casà amb la Infanta Maria Francesca de Portugal, filla del Rei Joan VI de Portugal i de la Infanta Carlota Joaquima d'Espanya. La parella s'establí al Palau Reial de Madrid i tingueren tres fills:
- SAR l'Infant Carles de Borbó, Comte de Montemolín, nat el 1818 a Madrid i mort el 1861 a Trieste. Es casà amb la Princesa Maria Carolina de Borbó-Dues Sicílies.

- SAR l'Infant Joan de Borbó, Comte de Montizón, nat el 1822 a Aranjuez i mort el 1887 a Brighton. Es casà amb l'arxiduquessa Maria Beatriu d'Àustria-Este.

- SAR l'Infant Ferran de Borbó i de Bragança, nat el 1824 a Madrid, restà solter, i va morir poc abans que el seu germà gran Carles a Brunse, Estíria, Àustria, el 1861.

Carles Maria Isidre quedà vidu l'any 1834 i es tornà a casar amb una altra infanta portuguesa: Maria Teresa de Portugal també filla del rei Joan VI de Portugal, que s'ocupà dels seus nebots com si fos talment la mare i els educà en l'esperit tradicionalista carlí.
L'any 1814 amb la restauració de la Corona espanyola, Carles Maria fou el presumpte hereu del seu germà que després de dos matrimonis no havia tingut descendència. Ara bé, l'any 1830 neix al Palau Reial, la Infanta Isabel d'Espanya i dos anys després una altra infanta, Lluïsa Ferranda d'Espanya, en principi, aquestes dues infantes estarien excloses de la successió a la Corona a conseqüència de la llei sàlica a Espanya implantada amb el primer Borbó, el Rei Felip V d'Espanya.
L'any 1830, Ferran VII d'Espanya, pare d'Isabel, publicà la Pragmàtica Sanció per la qual abolia la llei sàlica a Espanya i facilitava l'accés al tron a la seva filla. Començà a partir d'aquest moment la definició de dos bàndols, un que recolzava a Isabel format per liberals i un altre format per conservadors i tradicionalistes que recolzaven a Carles.

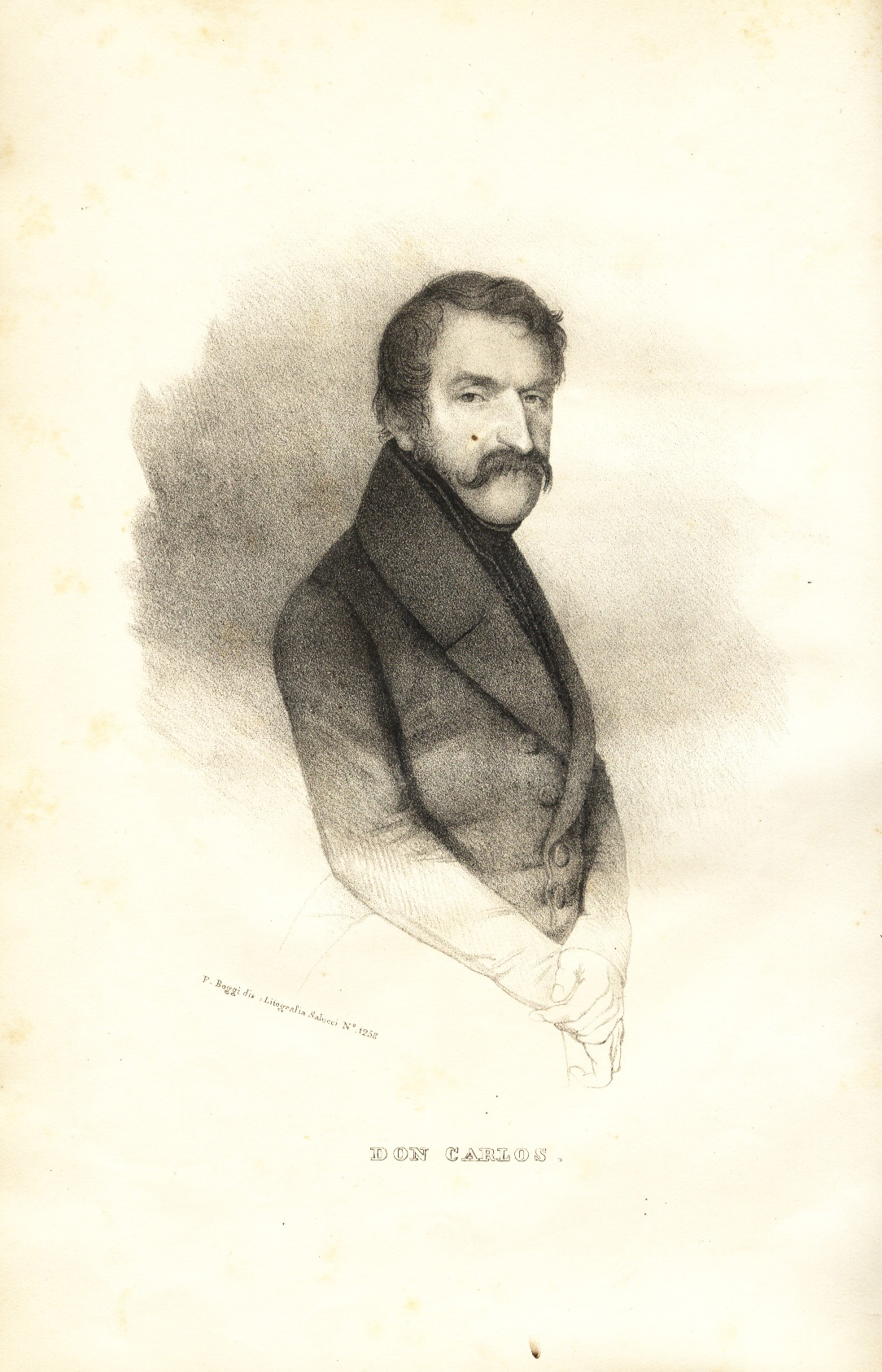
Carles Maria Isidre de Borbó

El carlisme neix en un moment de divisió del país entre la modernitat del liberalisme i el tradicionalisme de l'absolutisme. El carlisme es fonamentarà en la religió, l'ordre diví i el tradicionalisme més ranci dels vestigis de l'Antic Règim però orientat cap a una alternativa continuista de caràcter foral i popular cap als territoris històrics de les Espanyes.
En un primer moment, Carles acceptà a Isabel com a sobirana, però l'any 1833 es retractà de la seva decisió i es negà a jurar fidelitat a la nova reina. Immediatament se'l desterrà oferint-li un exili daurat als Estats Pontificis, Carles havia d'embarcar-se a Cadis amb destí a Roma, però l'epidèmia de còlera que assolava Cadis feu que embarqués a Lisboa.
A Lisboa es reforçà en els llaços que l'unien a la casa reial portuguesa per tal d'endarrerir la seva sortida. Ferran exigí que jurés fidelitat a la seva filla davant de l'ambaixador espanyol a Lisboa, Luis Fernández de Córdoba, però s'hi negà. Ferran expropià tot el patrimoni de Carles i li oferí 400.000 rals en el moment que embarqués al port lisboeta però Carles s'hi negà.
A la mort de Ferran VII, l'any 1833 s'autoproclamà Rei d'Espanya amb el nom de Carles V, immediatament, el 6 d'octubre, el General Santos Ladrón de Cegama va proclamar a Carles rei d'Espanya a la localitat de Tricio a (La Rioja); s'ha optat per considerar aquesta la data d'inici de la Primera Guerra Carlina.
Després de la derrota dels partidaris de Miquel I de Portugal durant la guerra civil portuguesa i assetjat per les tropes isabelines que havien penetrat a Portugal a través d'Extremadura fou evacuat per un vaixell de guerra anglès davant de les protestes del Govern espanyol. Establert a Anglaterra, l'any 1834 s'escapà de l'illa i passà a França podent assolir la frontera francoespanyola el mateix any 1834. En cap cas s'han aclarit les presumptes complicitats dels governs francès i anglès en la fuga de Carles.
Des de 1834 i fins a l'any 1839 participà molt poc activament en les guerres carlines. S'establí a Oñate, Lizarra, Tolosa, Azpeitia i Durango on mantingué una cort ambulant. De caràcter reservat i de costums senzills, va ser molt ben rebut per la població rural del País Basc i de Navarra.
Durant l'estiu de 1837 va organitzar l'anomenada Expedició Reial que iniciant-se a Navarra arribà a Catalunya, al Maestrat i va estar a punt d'entrar a Madrid. A les portes de Madrid començaren a córrer rumors sobre un possible casament entre la Reina Isabel II d'Espanya i el fill de Carles, el Comte de Montemolín, a l'hora de la veritat res fou concretat i Baldomero Espartero aprofità la distracció per assetjar a les tropes carlistes i obligar-les a retirar-se a Biscaia.
A partir d'aquell moment, Carles realitzà una forta purga interna eliminant tots aquells consellers que havien dirigit el carlisme amb Tomás de Zumalacárregui. Carles s'envoltà de nous consellers que en general eren poc capaços i anomenats "ojalateros", ja que sempre es queixaven de la mala sort que havien tingut durant l'Expedició reial amb frases que començaven amb un "Ojalá...".
A partir de 1837 el pessimisme s'instal·là a la Cort i a l'exèrcit. Els quadres de combat van rebutjar lluitar fora de Navarra i de les tres províncies basques. Carles es veié obligat a firmar el Conveni d'Oñate en el qual es posà fi la Primera Guerra Carlina reconeixent als soldats carlistes les seves condecoracions, pagues i prometent evitar represàlies.
Carles s'exilià a França amb un grup de fidels que rebutjaven l'acord sent instal·lat a Bourges pel govern francès. El 1845 abdicà de les seves presumpcions a la Corona en el seu fill Carles Lluís (Carles VI) i començà a utilitzar el títol de comte de Molina. Carles Maria Isidre va deixar Bourges per traslladar-se a l'Imperi Austríac, a Trieste, on va morir el 10 de març del 1855. L'emperador austríac Francesc Josep I el va ajudar econòmicament i va ordenar enterrar-lo amb honors de rei.
Va ser acadèmic benemèrit de la Reial Acadèmia de Nobles i Belles Arts de Sant Lluís.